# 19.º governo da Monarquia Constitucional
O 19.º governo da Monarquia Constitucional, ou 5.º governo da restauração da Carta, nomeado a 26 de abril de 1851 e exonerado a 1 de maio de 1851, foi presidido pelo duque da Terceira, se bem que o cargo de presidente do Conselho de Ministros ainda não estava juridicamente definido. Foi um curto governo de transição entre o Cabralismo e a Regeneração.
A sua constituição era a seguinte:
| Cargo                                                                   | Detentor | Detentor                                                | Período                                   |
| ----------------------------------------------------------------------- | -------- | ------------------------------------------------------- | ----------------------------------------- |
| Presidente do Conselho de Ministros                                     |          | Duque da Terceira (1792–1860)                           | 26 de abril de 1851 a 1 de maio de 1851   |
| Ministro e Secretário de Estado dos Negócios do Reino                   |          | Félix Pereira de Magalhães (interino) (1794–1878)       | 26 de abril de 1851 a 1 de maio de 1851   |
| Ministro e Secretário de Estado dos Negócios Eclesiásticos e de Justiça |          | Félix Pereira de Magalhães (1794–1878)                  | 26 de abril de 1851 a 1 de maio de 1851   |
| Ministro e Secretário de Estado dos Negócios da Fazenda                 |          | António José de Ávila (1807–1881)                       | 26 de abril de 1851 a 1 de maio de 1851   |
| Ministro e Secretário de Estado dos Negócios da Guerra                  |          | Duque da Terceira (1792–1860)                           | 27 de abril de 1851 a 1 de maio de 1851   |
| Ministro e Secretário de Estado dos Negócios da Guerra                  |          | Flórido Rodrigues Pereira Ferraz (interino) (1790–1862) | 27 de abril de 1851 a 30 de abril de 1851 |
| Ministro e Secretário de Estado dos Negócios da Marinha e Ultramar      |          | Flórido Rodrigues Pereira Ferraz (1790–1862)            | 26 de abril de 1851 a 1 de maio de 1851   |
| Ministro e Secretário de Estado dos Negócios Estrangeiros               |          | Conde de Tojal (1788–1852)                              | 26 de abril de 1851 a 1 de maio de 1851   |